# Янов, Константин Павлович
Константин Павлович Янов (21 мая 1905, Плоцк, Польша — 10 февраля, 1996, Санкт-Петербург, Россия) — советский художник-мистик. При жизни почти не участвовал в выставках, признание получил уже после смерти, в XXI веке. Большинство из сохранившихся работ находятся в частных коллекциях России, Германии и Италии, Швейцарии, а также в итальянской галерее «Капитани».

## Биография

### Предвоенные годы
Константин Павлович Янов родился 3 июня (21 мая по старому стилю) 1905 года в польском городе Плоцке. Семья Яновых с начала 1900-х проживала в Плоцке, затем — во Влоцлавеке, затем — в Варшаве, вплоть до Первой мировой войны. Отец Константина Павловича — Павел Никитич Янов — служил инженером-путейцем. Мать — Анна Петровна Янова (урождённая Хрустина) происходила из петербургского купеческого рода Хрустиных. Её отец — Петр Хрустин владел в Петербурге двумя домами в районе Ямской слободы (дома 34 и 36 по Боровой улице). В семье Павла и Анны Яновых было четверо детей. Вероятно, все дети имели художественные склонности, так как старший сын — Николай Павлович Янов (1903—1982) стал впоследствии известным фотокорреспондентом ТАСС, а затем — фотохудожником и сотрудником киностудии «Ленфильм» сестра, Вера Павловна Янова (1907—2004), впоследствии жена знаменитого художника-графика Георгия Траугота, хорошо известна сегодня как оригинальная, самобытная художница, творившая в стиле примитивизм.
Константин начал заниматься живописью раньше брата и сестры. По возвращении семьи в Петербург в 1914 году, он поступил во Введенскую мужскую гимназию и начал посещать Рисовальные классы Общества Поощрения Художеств. До 1920 года учился в ОПХ у профессоров Шнайдера и Эберлинга. Закончив гимназию экстерном, в возрасте 15 лет был зачислен на живописный факультет Академии Художеств (тогда ВХУТЕМАС — ВХУТЕИН) в класс профессоров Рылова и Беляева. Занимался также и в мастерской профессора Савинского. Считался одним из самых талантливых студентов, что отмечали и профессора и студенты, среди которых были Георгий Траугот, Валентин Курдов, Израиль Лизак, Анатолий Каплан и многие другие известные ныне художники. В 1922 — 1924 годах занимался в классе профессора Вахрамеева, которого всю жизнь считал своим любимым педагогом. Тем не менее, в 1924 году Янова, Георгия Траугота и некоторых других студентов «вычистили» с последнего курса Академии за «непролетарское» происхождение. Официальная причина отчисления была озвучена распространенной в те времена формулировкой «за формализм». Через некоторое время студентам предложили вернуться в стены Академии для окончания учёбы и получения дипломов, но уже на полиграфическом факультете. Вернулись почти все, но 19-летний Янов считал себя состоявшимся живописцем и идти на компромисс категорически отказался.
Ещё в студенческие годы его приглашал к сотрудничеству Матюшин. В середине двадцатых годов высоко оценил живопись Янова график Владимир Лебедев.
Ради заработка поступил на киностудию «Белгоскино», впоследствии разделившуюся на «Ленфильм» и «Леннаучфильм». На «Леннаучфильме» проработал без перерыва 45 лет: до Великой Отечественной войны — художником, после — режиссёром научного кино.
Ещё в стенах Академии познакомился с молодой художницей, выпускницей Казанской Академии Художеств (мастерская Николая Фешина) Натальей Пономарёвой (1895–1941). Молодые люди полюбили друг друга и с 1926 года стали жить вместе. Константин и Наталья часто портретировали друг друга. С 1926 года они жили по адресу Большая Пушкарская, дом 3, кв. 6 (до этого — в доме друга и коллеги Павла Янова инженера Бехтерева, родного брата знаменитого психиатра Бехтерева). Позже и Георгий Траугот, женившийся на сестре Константина, и дети Веры и Георгия — Александр и Валерий Трауготы будут жить там же. А в 1926 году в этой квартире жили Павел и Анна Яновы, Константин Янов, Наталья Пономарева и Вера Янова. Ещё ранее, в годы разрухи, в доме на Пушкарской, 3 снимала квартиру Анна Ахматова. Константин Янов в то время уже знал наизусть все печатавшиеся стихотворения Гумилёва, зачитывался произведениями Федора Соллогуба. Семьи были знакомы. В двадцатые годы муж Ахматовой, известный критик Пунин высоко оценивал работы Константина Янова, однако выставлять живопись столь далекую от набравшего силу соцреализма уже не представлялось возможным.

### Блокада
Во время блокады работал, снимая военные фильмы на «Леннаучфильме». На работу ходил пешком. С 1930-х годов Константин с Натальей жили недалеко от родного дома Кирилловых-Яновых по адресу Зверинская ул., дом 18, получив комнату в коммунальной квартире. Киностудия находилась в Невском районе. К 1942 году Константин при росте 192 см весил 40 кг, приобрел цингу, дистрофию третьей стадии, не мог вставать с постели. Наталья умерла от голода в сентябре 1942 года. Сотрудницы киностудии отправили Янова в эвакуацию в Новосибирск. Несколько месяцев провел в больнице Новосибирска, после выписки продолжал работать в филиале киностудии, находившемся там же — в Новосибирске.
Вернувшись к работе в 1944 году в послеблокадном Ленинграде, узнал, что в семье Яновых и в семьях их ближайших родственников погибли почти все — несколько десятков человек, а также все родственники Натальи Пономаревой. Сохранилась живопись и небольшое количество блокадных рисунков самого Константина.
Квартиру Яновых после блокады заняли другие люди, и Константин был вынужден переехать в квартиру погибших родителей к семье сестры.

### Послевоенные годы
Чтобы не стеснять семью сестры, в 1946 году переехал в комнату коммунальной квартиры по адресу: Большой проспект П. С., д. 19, кв. 60. В том же году женился на вернувшейся из эвакуации актрисе и художнице Маргарите Сахк (по первому мужу — Шишмарёвой) и был вынужден содержать супругу и её восьмилетнюю дочь от первого брака. Не желая бросать живопись, осваивает «малые формы». Вскоре после переезда родилась дочь Елена.
Друзья, сослуживцы по киноцеху уговаривали Янова выставить работы, но, вступив в члены Союза Кинематографистов практически со дня основания вышеназванного Союза, никогда не выставлял своих произведений и не пытался вступить в члены ЛОСХа. К ближнему кругу общения Константина Янова ещё с юности принадлежали Г. Н. Траугот, И. Л. Лизак, Анатолий Каплан, встречи и творческие диспуты с которыми происходили регулярно. Также общался с художниками, бывавшими в доме сестры: Стерлиговым, сестрами Татьяной и Людмилой Глебовыми, поэтом Кошелевым, художником Щекатихиной-Потоцкой, философом Друскиным.
Близко общался с племянниками — Александром и Валерием Трауготами. Работы дяди произвели большое впечатление на мальчиков. По словам Валерия Траугота, именно дядя привнес в творчество братьев Трауготов нотку мистицизма и волшебства, являясь в детские годы, наряду с отцом — Георгием Трауготом, их первым учителем. В пятидесятые годы в доме Трауготов-Яновых часто бывал юный Арефьев, другие члены «арефьевского круга».
В 1970-е годы познакомился с известным тогда художником Анатолием Зверевым, который высоко оценил творчество Янова. Семья получила отдельную квартиру, и у художника появилась своя комната. В эти годы много времени уделял работе с детьми и молодежью, вел изостудии в пионерлагерях и школах, являлся лектором общества «Знание». Занимался мультипликацией в любительской киностудии ДК им. Ленсовета.
Первые выставки состоялись в ленинградском Доме Кино, однако в 1986 году готовая уже выставка в выставочном зале кинотеатра «Балтика» была запрещена местными властями.
В 1990-е годы и до смерти 10 февраля 1996 года много болел, почти не выходил из дома, но и тогда, при любой возможности навещал сестру и её детей. Ежедневно рисовал, часто наводил новый порядок в своем огромном архиве. После смерти художника не было возможности провести выставки и даже оформить в паспарту часть работ. Ранние работы маслом хранились свернутыми, без рам и подрамников. Только несколько десятков рисунков, демонстрировавшихся на камерных выставках в семидесятых годах были пригодны для просмотров.

## Художественные особенности
Бесконечна и необычна фантазия Константина Янова. Такое множество сюжетов и тем почерпнутых из мистической, страшной, но и прекрасной реальности, сновидений, русского и западнославянского фольклора. Детские впечатления начала двадцатого века, любимая Польша, воспоминания о которой тревожили и служили вдохновению всю долгую жизнь художника. Одним из любимых авторов Константина Янова всегда был Гофман, незадолго до рождения Константина живший и работавший именно в Плоцке, где и жила семья будущего художника вплоть до 1907-го года. В юности Константин увлекался мистической прозой Густава Майринка. Отголоски этих впечатлений прослеживаются в творчестве Янова на протяжении всей его жизни. Но цвет, свет, гамма произведений Янова оригинальны и неповторимы. Ещё при жизни художника некоторые знакомые, друзья, коллеги пытались — кто шутя, а кто из других соображений, подражать Янову.
В 2009 году председатель секции графики ЛОСХ-а и любимый племянник К. П. Янова — В. Г. Траугот решил, что время для «взрыва бомбы» каковой, по мнению Траугота являлась живопись-графика его дяди, пришло. Некоторое количество работ Янова было оформлено. К несчастью, Валерий Георгиевич покинул этот мир в том же 2009-м году и не успел увидеть ни одной выставки работ своего дяди и учителя. Не увидели творчества художника и большинство его современников, несколько поколений людей для которых, возможно, знакомство с творчеством Константина Янова не только явилось бы открытием, но и могло бы изменить взгляд на историю русского искусства 20-го века. Удивительная сила и своеобразие дарования художника отмечались всеми, входившими в ближний круг общения, всеми, видевшими выставки его работ в семидесятых годах, и историками, и искусствоведами.

## Выставки
1. 2011 год — Санкт-Петербургское отделение Союза художников России
2. 2011 год — Выставочный зал «Русского дома». Берлин, Германия
3. 2012 год — Санкт-Петербургское отделение Союза художников России
4. 2013 год — Выставочный зал «Русского дома». Берлин, Германия
5. 2013 год — Выставочный зал библиотеки «на Крестовском», СПб.
6. 2013 год — Музей Набокова, СПб[7]
7. 2013-14 года — Санкт-Петербургское отделение Союза художников России
8. 2015 год — Выставочный зал «Россотрудничества» , Великобритания, Лондон
9. 2015—2016 год — Выставочный зал «Голубая гостиная» в помещении Санкт-Петербургского отделения Союза художников России. Выставка была приурочена ко дню Снятия Блокады Ленинграда и к 120-летию со дня рождения Пономаревой и 110-летию со дня рождения Константина Янова.